# Naranjillo, Atzalan
Naranjillo är en ort i Mexiko.   Den ligger i kommunen Atzalan och delstaten Veracruz, i den sydöstra delen av landet, 210 km öster om huvudstaden Mexico City. Naranjillo ligger 989 meter över havet och antalet invånare är 493.
Terrängen runt Naranjillo är kuperad åt nordost, men åt sydväst är den bergig. Terrängen runt Naranjillo sluttar norrut. Runt Naranjillo är det ganska tätbefolkat, med 100 invånare per kvadratkilometer. Närmaste större samhälle är Atzalan, 14,6 km sydväst om Naranjillo. I omgivningarna runt Naranjillo växer i huvudsak städsegrön lövskog.